# Neopsammodius saltilloensis
Neopsammodius saltilloensis är en skalbaggsart som beskrevs av Cartwright 1955. Neopsammodius saltilloensis ingår i släktet Neopsammodius och familjen Aphodiidae. Inga underarter finns listade i Catalogue of Life.